# Federação Moçambicana de Basquetebol

Die Federação Moçambicana de Basquetebol (kurz FMB) ist der nationale Dachverband für Basketball in Mosambik. Er residiert in der Avenida Zedequias Manganhela Nummer 381, in der Hauptstadt Maputo.

## Geschichte
Der Verband gründete sich nach der Unabhängigkeit der früheren portugiesischen Kolonie Mosambik im Jahr 1975. Der Weltverband FIBA nahm den mosambikanischen Verband 1978 auf.

## Aktivitäten
Die FMB entsendet die Nationalmannschaften Mosambiks zu internationalen Wettbewerben. Bisher gelang der mosambikanischen Basketballnationalmannschaft der Herren weder eine Qualifikation zu Olympischen Spielen noch zu Weltmeisterschaften.
Mosambik konnte sich jedoch häufig für die Afrikameisterschaften qualifizieren. Als bestes Ergebnis einer FMB-Auswahl der Herren kann hier der fünfte Platz 1983 gelten. Die Damen-Auswahl ist seit jeher erfolgreicher und konnte bereits mehrere zweite Plätze (1986, 2003, 2013) und dritte Plätze (1990, 1993, 2005) erringen.
Die FMB beteiligt sich am Mannschaftswettbewerb Supertaça Luso-Angolana und organisiert zudem die Teilnahme der Auswahlen Mosambiks an den Jogos da Lusofonia, den Spielen der portugiesischsprachigen Welt.
Die FMB richtete für Mosambik auch schon verschiedene internationale Turniere aus, darunter die Basketball-Afrikameisterschaft der Damen 1986 und die Basketball-Afrikameisterschaft der Damen 2003.